# Henryk Hlebowicz

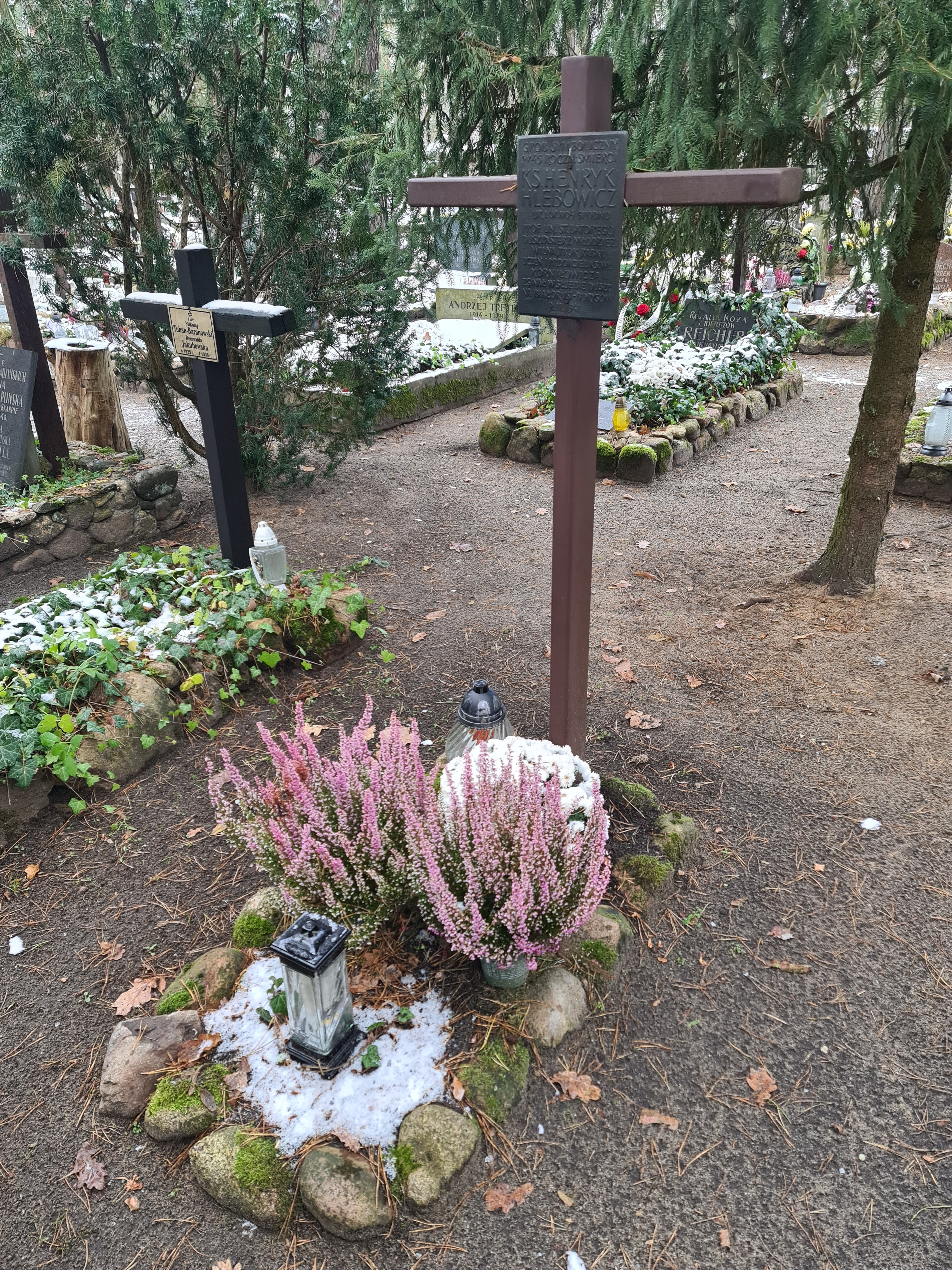
Symboliczny grób ks. Henryka Hlebowicza na cmentarzu leśnym w Laskach

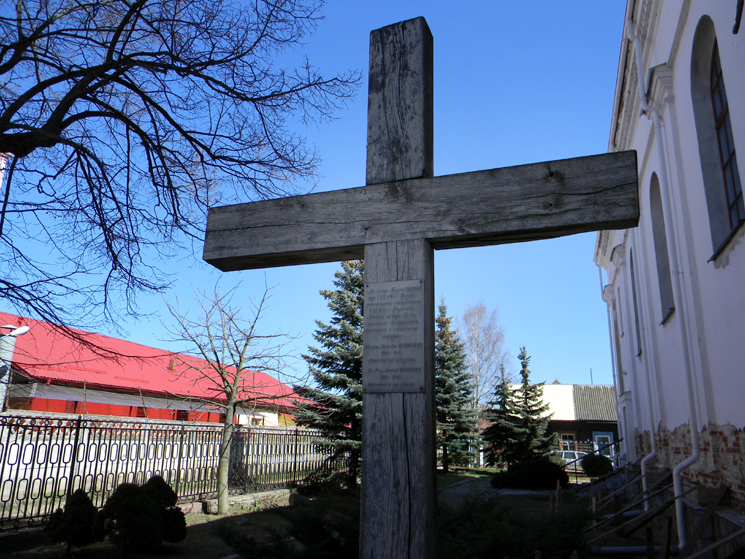
Krzyż upamiętniający bł. ks. Henryka Hlebowicza przy kościele w Borysowie

Henryk Hlebowicz (ur. 18 czerwca?/1 lipca 1904 w Grodnie, zm. 9 listopada 1941 w Borysowie pod Mińskiem) – polski błogosławiony Kościoła katolickiego, męczennik II wojny światowej, duszpasterz katolickich organizacji i stowarzyszeń akademickich.

## Życiorys
Uczęszczał do szkoły w Orenburgu nad Uralem, gdzie zesłany był jego ojciec. W sierpniu 1921 wraz z rodziną powrócił z zesłania do rodzinnego Grodna. We wrześniu zgłosił się do Seminarium Duchownego w Wilnie. Ukończył je z wynikiem celującym w 1924, mając zaledwie 20 lat. Następnie studiował na Katolickim Uniwersytecie Lubelskim. Będąc na trzecim roku, w 1927, przyjął święcenia kapłańskie. W 1928 na KUL-u obronił doktorat z teologii, a rozprawa Jedność Kościoła Chrystusowego według św. Jana Chryzostoma napisana pod kierunkiem ks. prof. Piotra Kremera opublikowana została w Wilnie (1932). W 1929 obronił pracę doktorską z filozofii pt. De substantialitatae anime (O substancjalności duszy) na Angelicum w Rzymie. W latach 1930–1936 wykładał na Uniwersytecie Wileńskim i w seminarium duchownym w Wilnie. Był duszpasterzem organizacji i stowarzyszeń akademickich: moderatorem Sodalicji Mariańskiej Akademiczek, doradcą Juventus Christiana, współtwórcą Porozumienia Akademickich Katolickich Stowarzyszeń, cenzorem kościelnym miesięcznika Pax. Pełnił obowiązki duszpasterza w Trokach (1935–1938) i prefekta żeńskiego gimnazjum w Rabce, gdzie odbywał kurację z powodu gruźlicy w latach 1938–1939. W okresie II wojny światowej był kapelanem podziemia niepodległościowego w Wilnie (1939–1941) i przywódcą ideowym lewicowo-katolickiej organizacji Akcja Ludowa. Jako wikariusz parafii pobernardyńskiej udzielał się duszpastersko przede wszystkim w kościele pobernardyńskim. Głosił kazania także w innych kościołach Wilna, m.in. kościele seminaryjnym św. Jerzego oraz w kaplicy Sióstr Urszulanek przy ul. Skopówka 4. 
Od 22 września 1941 był administratorem parafii w Chotajewiczach, skąd dojeżdżał do parafii w Korzeniu i Okołowie. 6 listopada 1941 w jego mieszkaniu przeprowadzono rewizję, po czym został wezwany na posterunek w Pleszczenicach. 7 listopada został tam aresztowany przez policję białoruską współpracującą z Niemcami. Następnego dnia przewieziono go do aresztu w Borysowie. 9 listopada o godz. 17 wywieziono go stamtąd w nieznanym kierunku. Został rozstrzelany przez niemiecką policję w lesie, w pobliżu Borysowa. Po egzekucji ciało zakopano w nieustalonym miejscu.
Jego symboliczny grób znajduje się w Laskach pod Warszawą, krzyż upamiętniający jego męczeńską śmierć stoi obok kościoła w Borysowie.
13 czerwca 1999 ogłoszony przez Jana Pawła II błogosławionym wraz z 107 błogosławionymi męczennikami II wojny światowej.

## Ordery i odznaczenia
- Złoty Krzyż Zasługi – 10 listopada 1938 „za zasługi na polu pracy społecznej”[7]